# جغرافیای برونئی

جزیره بورنئو که برونئی در آن قرار دارد.

این کشور در شمال غربی کرانه بورنئو واقع شده، و دارای آب و هوای استوایی گرم و مرطوب است.
برونئی متشکل است از دو سرزمین محصور ساحلی. قسمت (بزرگ‌تر) غربی تپه‌دار است؛ سرزمین شرقی بیشتر کوهستانی و جنگلی است.
رود مهم آن برونئی، و بلندترین نقطه این کشور بوکیت پاگون (در مرز مالزی) با ارتفاع ۱۸۵۰ متر است.
برونئی آب و هوای استوایی با بادهای موسمی دارد. بارش باران در سال از ۲۵۰ سانتی‌متر در سواحل تا ۵۰۰ سانتی‌متر در کوهستان‌ها متغیر است.

## تقسیمات کشوری
کشور برونئی به چهار استان (daerah) تقسیم شده که این استان‌ها نیز ۳۸ شهرستان (mukims) را در خود جای داده‌اند.
چهار استان این کشور عبارتند از: بلائیت، توتونگ، برونئی-موآرا، و تمبورونگ.